# 堪度倫珠卻殿仁波切
堪度倫珠卻殿仁波切（1954年—2018年9月23日），俗名楊開雲，出生於台中，高中就讀於成功高中，大學就讀政治大學中文系，在1988年取得美國威斯康辛大學麥迪遜分校社會學碩士，1992年取得加州大學洛杉磯分校社會學博士。返回台灣後，於東海大學社會學擔任副教授，及在弘光科技大學的通識教育中心擔任客座副教授。2009年接受第十四世達賴喇嘛認證後，辭去學校工作，於台灣、中國大陸、美國等世界各地指導弟子。

## 教學經歷
任教東海大學期間，開授「社會學」、「社會思想史」、「政治經濟學：政治學」、「宗教社會學專題：藏傳佛教精義」、「臺灣社會專題研究」、「中國社會思想專題：莊子與佛學」、「藏傳佛法專題：菩提心」…等課程。2004年負責規劃弘光科技大學通識教育的「人文精神課程」，於課程中討論生命、死亡、快樂、認識自我、肯定自我，及實踐環保生態體系的議題。

## 譯作及學術期刊
- 楊開雲翻譯，耶喜喇嘛、梭巴仁波切著作《生活中的智慧能量》，2004，春天出版社出版，ISBN 9789867884985。
- 陳美智、楊開雲合著：組織真是「理性」的嗎﹖-- 一個組織社會學的新制度論觀點
- 楊開雲、劉子琦合著：權力菁英流動與威權體制「轉型」-- 從「新制度論」的觀點反省一個認識論的問題
- 劉子琦 ; 楊開雲合著：「黨國威權體制轉型」問題之探討[6]

## 外部連結
. 美佛慧訊.   [2018-12-09]. （原始内容存档于2019-04-03） （中文）.